# Amaurobius deelemanae
Amaurobius deelemanae là một loài nhện trong họ Amaurobiidae.
Loài này thuộc chi Amaurobius. Amaurobius deelemanae được miêu tả năm 1995 bởi Konrad Thaler & Knoflach.